# Sistema Integrado de Transporte Optibús
El Sistema Integrado de Transporte SIT Optibús o simplemente Optibús es el sistema de transporte masivo urbano que utiliza la ciudad mexicana de León, Guanajuato.Localmente es conocido como la Oruga. 
Su inauguración fue el 26 de septiembre de 2003. Está basado en la red de transporte como es la Rede Integrada de Transporte en la ciudad brasileña de Curitiba, o específicamente el TransMilenio de la ciudad de Bogotá, Colombia. Como modelo Autobús de tránsito rápido.
El sistema fue el primero de su tipo en México, antes de que se implementara en la Ciudad de México como Metrobús, en Guadalajara como Mi Macro, en Monterrey como TransMetro, en Puebla como RUTA o en el Estado de México como el Mexibús. 

## Historia
El SIT fue creado primitivamente en 1989 como un proyecto para hacer una ampliación de los bulevares en León. En 2002 fue construido inconcluso la primera etapa e inaugurado en 2003 por Vicente Fox Quesada.

### Primera Etapa
La primera etapa fue inaugurada en 2003, en la cual se integraron las zonas norte y oriente, se inauguraron las primeras dos estaciones de transferencia:
- Terminal San Jerónimo al norte de la ciudad.
- Terminal Delta al suroriente de la ciudad.

Junto con los paraderos ubicados en los bulevares Adolfo López Mateos, Torres Landa y Avenida Miguel Alemán, en los cuales los usuarios pudieron realizar transbordos por primera vez.Además, se construyeron túneles y se preparó el suelo para que el sistema funcione correctamente.
En su primera etapa, la operación fue con 55 unidades articuladas y una cobertura cercana al 30 por ciento, con 26 kilómetros de corredores troncales, enfocados a la zona centro y algunas del norte, como San Jerónimo y Delta, lo que significa que atendían diariamente a 650 mil usuarios.

### Segunda Etapa
En 2010 se inauguró la segunda etapa del Optibus, con el cual se abrió una nueva terminal de transferencia, la Terminal San Juan Bosco al noroeste de la ciudad, al igual que la microestación Santa Rita en el sur, y los paraderos del bulevar San Juan Bosco, espacios que sirvieron para dar conectividad a la zona sur y poniente del municipio, alcanzando así el 65 por ciento de integración de la ciudad. 

### Tercera Etapa
Dio inicio el 29 de octubre del 2016, con la cual se dio una mayor conectividad en la zona oriente y sur del municipio, atendiendo a más de 450 mil usuarios al día. Con esta nueva etapa del Sistema de Transporte, hay tres nuevas rutas troncales, 60 alimentadoras, 19 auxiliares y 29 rutas convencionales que atienden por medio de mil 610 unidades.
Asimismo con la Tercera Etapa se benefició alrededor del 80 por ciento de usuarios, lo que corresponde a más de 500 mil personas, ya que se da cobertura a la zona nororiente y sur de la ciudad. Se integraron 14 rutas, 10 urbanas y 4 suburbanas comunicando con ello a 6 comunidades rurales. Se abasteció a las zonas de Maravillas, Medina, Alfaro al nororiente; así como a la Zona Industrial, la ENES-UNAM y la Central de Abastos en la zona sur.
Entran en operación dos nuevas estaciones:
- Terminal Maravillas al nororiente de la ciudad.
- Terminal Timoteo Lozano al sur de la ciudad.

Junto con ello la integración de un nuevo corredor troncal:
- Corredor Troncal Nororiente Francisco Villa. Incluyó la creación de siete paraderos entre el Blvd. López Mateos y la Terminal Maravillas sobre el Blvd. Francisco Villa.[8]

Para fortalecer el proyecto se estimó una inversión de 720 millones de pesos que entre otras acciones contempló:
- Una plataforma adicional y otro acceso a San Jerónimo.
- Pavimentación en Av. Hidalgo y mejoras en Avenida Miguel Alemán y Bulevar Torres Landa.
- Puente Lerdo de Tejada / Malecón del Río.
- Adecuaciones al Puente Delta (Mejora Vial).
- Conexión Aquiles Serdán-Vicente Valtierra.
- Plaza Hospital General Regional (HGR) cruce Blvd. López Mateos, Quiroga y Calzada de los Héroes.
- Modernizar Paraderos del SIT.

### Cuarta Etapa
La Cuarta Etapa del SIT comenzó su construcción el 28 de marzo de 2017 y entrando en funciones el 4 de agosto de 2017, casi un año después de la puesta en marcha de Tercera Etapa. Corresponde a la introducción del Corredor Troncal Hidalgo, la adición de la nueva Terminal Portales de la Arboleda y la microterminal Ibarrilla así como la remodelación y reubicación de paraderos sobre el Blvd. López Mateos, el Blvd. Miguel Hidalgo y en Av. Miguel Alemán

## Infraestructura

### Rutas Troncales

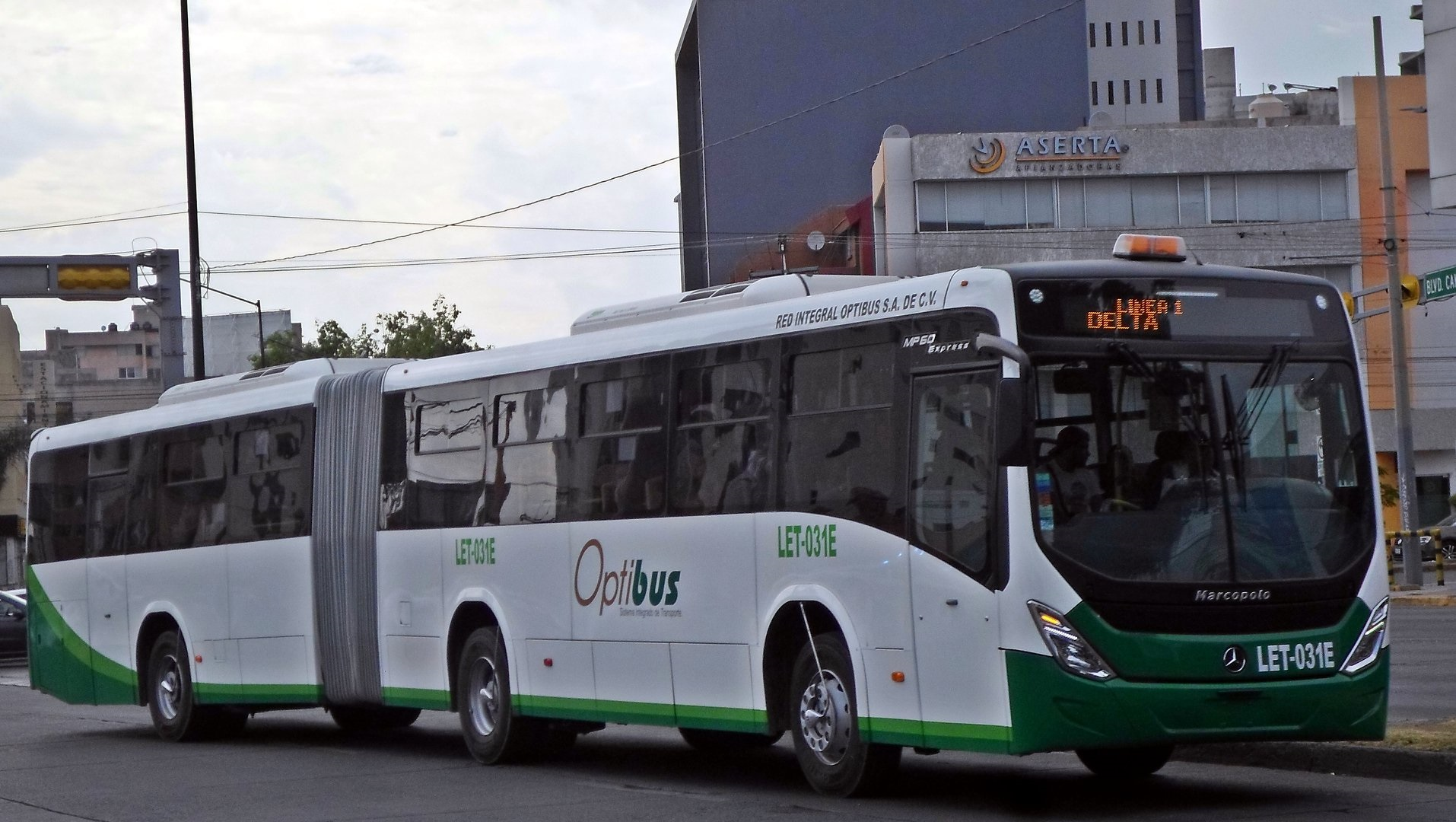
Ruta Troncal (Oruga)

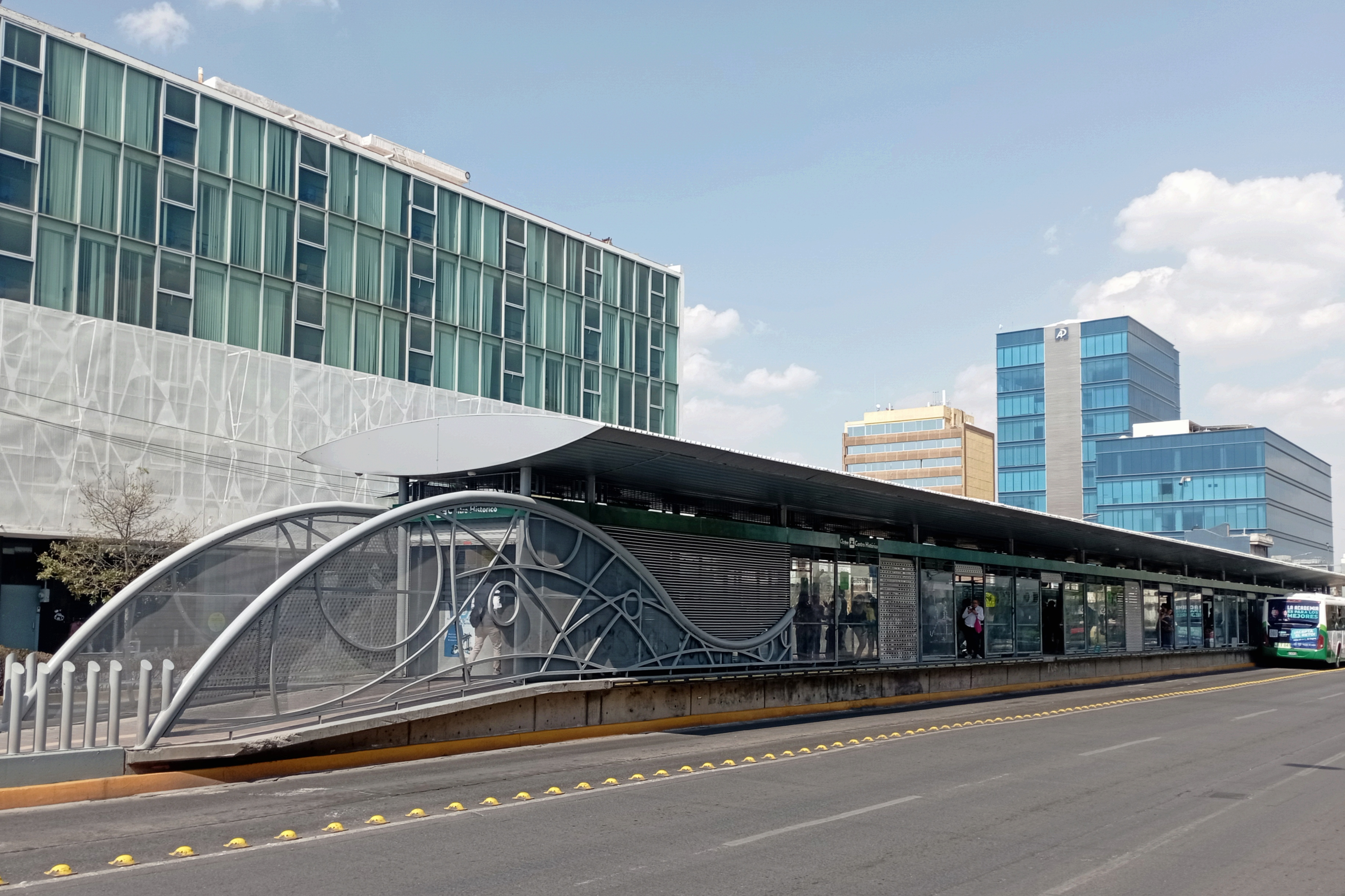
Estación Centro Histórico

Para más información de las estaciones y las rutas consulta: Estaciones del Sistema Integrado de Transporte Optibus

#### Línea 1San Jerónimo - Delta
Es una de las primeras dos rutas troncales inauguradas por el SIT en el año de 2003. La línea cuenta con dos terminales, San Jerónimo y Delta; entre ellas se encuentran 19 paraderos intermedios en los que es posible realizar transbordos a otras rutas.
| Estaciones |
| --- |
| San Jerónimo \| Los Gómez \| Insurgentes \| IMSS T-1 \| Parque Hidalgo \| Apolo \| Centro Histórico \| Hermanos Aldama \| Expiatorio \| Trigo \| Zona Piel \| Central Camionera \| Poliforum \| Bugambilias\| Manzanares \| San Pedro \| Deportiva \| Julián de Obregón \| Cerrito de Jerez\| Delta |

#### Línea 2San Jerónimo - Delta
Es la segunda ruta troncal del sistema, y junto con la Línea 1 pertenece a la primera etapa del SIT implementada en el año de 2003. La línea cuenta con dos terminales, San Jerónimo y Delta; entre ellas se encuentran 27 paraderos intermedios en los que es posible realizar transbordos a otras rutas
| Estaciones |
| --- |
| San Jerónimo \| Guanajuato \| Los Reyes \| Malecón \| Hospital General / Moctezuma \| Centro Histórico \| Soledad \| Reforma \| Centro de la Salud \| Justo Sierra \| Monumento a la Madre \| IMSS T-21 \| Los Fresnos \| San Miguel \| Tierra Blanca \| Preparatoria \| Buenos Aires \| SAPAL \| Francisco Villa \| Centro Ciudadano \| Azteca \| ISSSTE \| San Isidro \| Paseo de Jerez \| Bocanegra \| Deportiva \| Julián de Obregón \| Cerrito de Jerez \| Delta |

#### Línea 3San Juan Bosco - San Jerónimo
Como parte de la segunda etapa del sistema del año 2010, se construyó una tercera terminal en la colonia San Juan Bosco y se implementaron tres rutas troncales siendo la del corredor San Juan Bosco - San Jerónimo la tercera. Cuenta con dos terminales y 10 paraderos intermedios.
| Estaciones |
| --- |
| San Jerónimo \| Los Gómez \| Insurgentes \| IMSS T-1 \| Parque Hidalgo \| Valverde y Téllez \| Industrial \| Espíritu Santo \| Cervantes \| Santander \| Vista Hermosa \| San Juan Bosco |

#### Línea 4San Juan Bosco - Delta
La segunda ruta puesta en marcha como parte de la segunda etapa fue la del corredor San Juan Bosco - Delta. En un inicio la ruta terminaba en el paradero Deportiva, y era conocida como San Juan Bosco - Deportiva. Fue hasta el año del 2016 con la entrada en vigor de la tercera etapa que se decidió llevarla hasta la Terminal Delta. Cuenta con dos terminales y 20 paraderos intermedios.
| Estaciones |
| --- |
| San Juan Bosco \| Vista Hermosa \| Santander \| Cervantes \| Espíritu Santo \| Industrial \| Valverde y Téllez \| Apolo \| Centro Histórico \| Hermanos Aldama \| Expiatorio \| Trigo \| Zona Piel \| Central Camionera \| Poliforum \| Bugambilias \| Manzanares \| San Pedro \| Deportiva \| Julián de Obregón \| Cerrito de Jerez \| Delta |

#### Línea 5San Juan Bosco - Santa Rita
Con el propósito de abastecer la demanda al suroeste de la ciudad, dentro de la segunda etapa se implementó el corredor San Juan Bosco - Santa Rita el cual corre de la terminal San Juan Bosco a la microterminal Santa Rita. Tiene 19 paraderos intermedios. 
| Estaciones |
| --- |
| San Juan Bosco \| Vista Hermosa \| Santander \| Cervantes \| Espíritu Santo \| Industrial \| Valverde y Téllez \| Apolo \| Soledad\| Reforma \| Monumento a la Madre \| IMSS T-21 \| Los Fresnos \| Venustiano Carranza \| Gaona \| Américas \| Los Limones \| Santa Rita |

#### Línea 6Maravillas - Timoteo Lozano por Blvd. Francisco Villa
En 2016, con la entrada de la tercera etapa del SIT se integraron tres rutas adicionales a las cinco existentes. Una de ellas fue la Línea 6 la cual recorre desde la Terminal Maravillas hasta el paradero Españita el mismo trayecto que las sucesivas Líneas 7 y 8; realiza distintas paradas a lo largo de trayecto que va desde Españita hasta la Terminal Timoteo Lozano.
| Estaciones |
| --- |
| Maravillas \| La Salle \| León I \| Egipto \| Vicente Valtierra \| Fray Daniel Mireles \| Héroes de la Independencia \| Españita \| Parada Explora \| Parada Mariano Escobedo \| Parada Juan José Torres Landa \| Parada Santo Domingo \| Parada Cementos \| Timoteo Lozano |

#### Línea 7Maravillas - Timoteo Lozano por Av. Miguel Alemán
Recorre un gran número de paraderos intermedios, siendo 23 aquellos en los que es posible trasbordar. Sus dos terminales son Maravillas y Timoteo Lozano.
| Estaciones |
| --- |
| Maravillas \| La Salle \| León Uno \| Egipto \| Vicente Valtierra \| Fray Daniel Mireles \| Héroes de la Independencia \| Españita \| Poliforum \| Central Camionera \| Zona Piel \| Trigo \| Expiatorio \| Hermanos Aldama \| Centro Histórico \| Soledad \| Reforma \| Centro de Salud \| Justo Sierra \| Monumento a la Madre \| IMSS T-21 \| Los Fresnos \| Villanueva \| La Luz \| Timoteo Lozano |

#### Línea 8Maravillas - Timoteo Lozano por Blvd. Hermanos Aldama
La Línea 8 realiza el mismo recorrido de ida y vuelta, sin embargo cuando el trayecto es realizado en el sentido Maravillas - Timoteo Lozano la ruta se desvia por Av. Calzada de los Héroes desde el paradero Poliforum y sigue por Av. Dr. Álvarez Hérnandez; cuando el trayecto es en sentido Timoteo Lozano - Maravillas la ruta es realizada por Av. Américas hasta la Av. Calzada de los Héroes e incorporándose a Blvd. López Mateos por Calle Pampas, por ello realiza una escala en el paradero Central Camionera cuando va en este sentido y no en el contrario.
| Estaciones |
| --- |
| Maravillas - Timoteo Lozano Maravillas \| La Salle \| León Uno \| Egipto \| Vicente Valtierra \| Fray Daniel Mireles \| Héroes de la Independencia \| Españita\| Poliforum \| Parada La Martinica* \| Parada Calzada de los Héroes \| Parada Hernández Álvarez \| Parada Río Bravo \| Parada Río Usumacinta \| Parada Río Mayo \| Timoteo Lozano |
| Timoteo Lozano - Maravillas Timoteo Lozano \| Parada Río Mayo \| Parada Río Usumacinta \| Parada Río Bravo \| Parada Roma* \| Parada Calzada de los Héroes \| Central Camionera* \| Poliforum \| Españita \| Héroes de la Independencia \| Fray Daniel Mireles \| Vicente Valtierra \| Egipto \| León Uno \| La Salle \| Maravillas              |

* Escalas realizadas únicamente en el sentido correspondiente

#### Línea 9Portales de la Arboleda - Zona Centro
Las Líneas 9 y 10 forman parte de la cuarta etapa del SIT, las cuales alimentarían la zona de Castillos y Portales hacia el centro sin ningún tipo de transbordos hacia otras rutas circulando principalmente por el Blvd. Hidalgo así como la remodelación de paraderos de dicha vialidad.

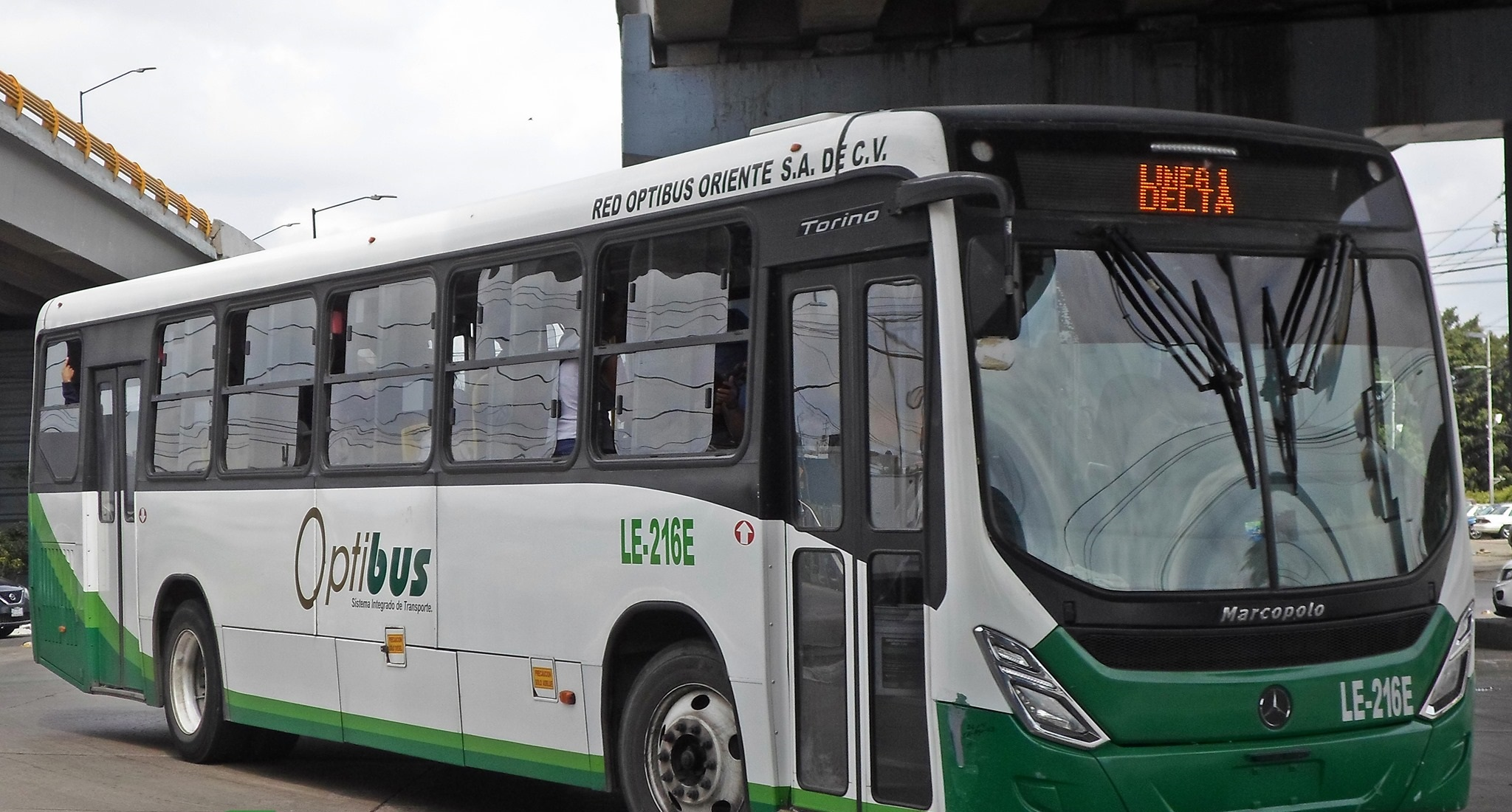
Ruta Exprés (Mini Oruga)

| Estaciones |
| --- |
| Portales de la Arboleda \| Ibarrilla \| Valle del Sol \| Valle de León \| Villa Insurgentes \| Guanajuato \| Los Reyes \| Malecón \| Expiatorio \| Hermanos Aldama \| Moctezuma |

#### Línea 10Col. Real del Castillo - Zona Centro
| Estaciones |
| --- |
| Colonia Real del Castillo \| Ibarrilla \| Valle del Sol \| Valle de León \| Villa Insurgentes \| Guanajuato \| Los Reyes \| Malecón \| Expiatorio \| Hermanos Aldama \| Moctezuma |

### Rutas Exprés

#### Línea E1Exprés
Con el objetivo de sumar a la mejora de frecuencias de la Línea 1 y la Línea 4 del Sistema Integrado de Transporte (SIT), se implementaron 3 despachos adicionales que fungen como la Ruta Exprés. Esto tiene la finalidad de agilizar los traslados de los usuarios que viajan desde la Estación de Transferencia Delta hacia Centro Max y hacia la Unidad Deportiva “Enrique Fernández Martínez” (Deportiva del Estado). Sin embargo, esta ruta no está funcionando actualmente.
| Estaciones                                                  |
| ----------------------------------------------------------- |
| Delta \| Cerrito de Jerez \| Julián de Obregón \| Deportiva |

#### Línea E3Exprés
Esta ruta beneficia a quienes se trasladan desde o hacia la zona sur del municipio, beneficiando a las colonias Jardines del Río, Arboledas del Refugio, 10 de Mayo, Hacienda San José, Villas de León, entre otras. Sale de la Terminal Timoteo Lozano, yendo por toda la Av. Timoteo Lozano, desviándose para entrar a la Microestación Madre Tierra, y reincorporándose a la Av. Timoteo Lozano para terminar dentro de la colonia Refugio de San José. 
| Estaciones |
| --- |
| Timoteo Lozano \| Col. Pradera del Bosque \| Col. Bosques Reales \| Col. Jesús de Nazareth \| Col. Villas de León \| Microestación Madre Tierra \| Col. Libertad \| Col. Refugio San José |

#### Línea E4Exprés
Esta ruta está diseñada principalmente para servir a los estudiantes de la Universidad Tecnológica de León (UTL) y Universidad de Guanajuato Campus León (UG), además del Hospital Regional de Alta Especialidad del Bajío (HRAEB); parte de la terminal San Juan Bosco, atendiendo la demanda de muchas personas, esta ruta no opera los días domingos y su nombre EXPRESS se debe a que solo toca ciertos paraderos del Optibus. Después su recorrido por los paraderos hace paradas por el lado derecho de las puertas. 
| Estaciones |
| --- |
| San Juan Bosco \| Centro Histórico \| Hermanos Aldama \| Central Camionera \| Poliforum \| Deportiva \| Julián de Obregón \| Paradero Asís \| Paradero Tajo de Santa Ana \| Paradero Puerta Milenio \| Universidad Tecnológica de León (UTL) \| Hospital de Regional de Alta Especialidad del Bajío (HRAEB) \| Universidad de Guanajuato (UG) Campus León |

#### Línea E5Exprés
Esta ruta, originalmente llamada E4 Ramal, fue diseñada con el objetivo de reducir el recorrido y favoreciendo con traslados directos a más de 347 mil habitantes de las colonias Brisas del Campestre y Paseos de las Torres, además de otras colonias ubicadas en la zona noroeste de la ciudad. Esta ruta baja desde Brisas del Campestre, entrando también por la Col. Paseos de las Torres, pasando por paradores de la Av. Morelos y San Juan Bosco, después incorporándose a la Av. López Mateos bajando por la calle Apolo, y uniéndose para transbordo en los paraderos Centro Histórico y Hermanos Aldama, para terminar en ésta.
| Estaciones |
| --- |
| C. Brisas de Barcelona \| C. Brisas de España \| C. Brisas De Sarandi \| Acceso a Fracc. El Árbol \| C. Torre Comonfort \| C. Torre San Miguel de Allende \| Paseos del Country \| Col. La Ermita \| Col. Observatorio \| C. 21 de Marzo \| Centro Histórico \| Hermanos Aldama |

### Rutas Alimentadoras

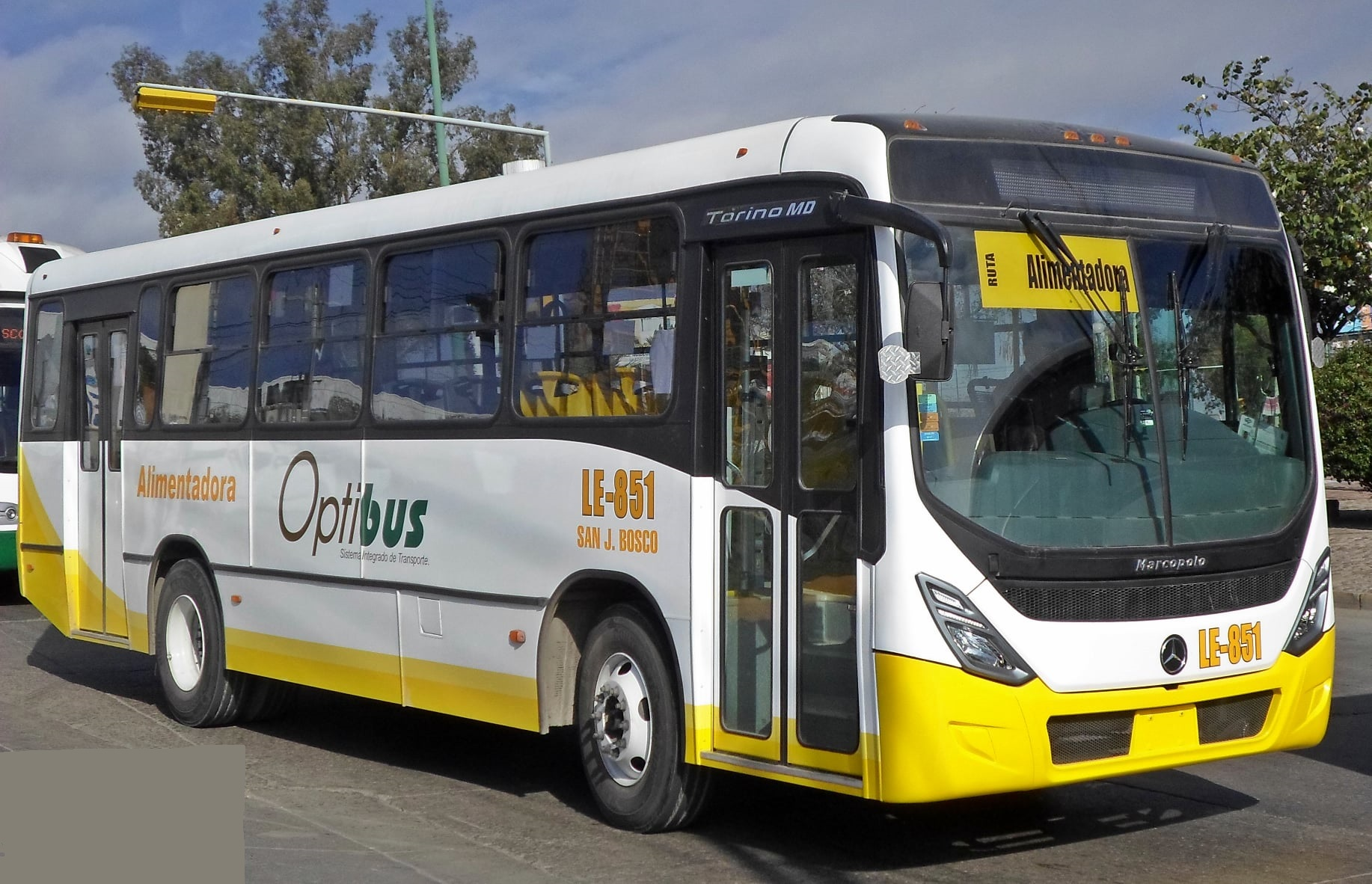
Ruta Alimentadora

Estas son rutas de los camiones urbanos regulares que fueron integradas al sistema, pues tienen como parada una o más estaciones de transferencia. Son identificadas por la letra A seguido de un número (alimentadora/amarilla).
| Rutas Alimentadoras |                             |                                                                                       |                                       |
| Ruta                | Origen                      | Recorrido                                                                             | Destino                               |
| A-01                | Lomas de las Hilamas        | Cefenino Ortíz - Dpva. Tota Carbajal - Ciudad Satélite - Vibar                        | Terminal San Juan Bosco               |
| A-02                | Adquirientes de Ibarrilla   | Granjas de Echeveste - Hermenegildo Bustos - Valle de León                            | Terminal San Jerónimo                 |
| A-02 Ramal          | Nuevo León                  | Granjas de Echeveste - Hermenegildo Bustos - San Jerónimo II                          | Terminal San Jerónimo                 |
| A-03                | Lomas de las Hilamas        | Las Hilamas - León II - Mariano Escobedo                                              | Terminal San Juan Bosco               |
| A-04                | Terminal Timoteo Lozano     | Ciudad Industrial - Carretera a Cuerámaro                                             | CERESO                                |
| A-05                | Terminal Timoteo Lozano     | Ciudad Industrial - Los Arcos                                                         | San Antonio de Los Tepetates          |
| A-07                | Terminal Timoteo Lozano     | Central de Abastos - Prevención Social                                                | Santa Ana A.C.                        |
| A-07 Ramal          | Terminal Timoteo Lozano     | Central de Abastos - Santa Ana A.C.                                                   | Providencia                           |
| A-08                | Rivera del Carmen           | El Valladito - Hilario Medina - Deportiva II                                          | Terminal Maravillas                   |
| A-10                | Villas de León              | Paseo de Jerez - Jardines de Jerez                                                    | Industrial Julián de Obregón          |
| A-11                | Terminal San Jerónimo       | Campestre - Panorama                                                                  | Lomas del Campestre                   |
| A-16                | Terminal Delta              | Mezquital de Jerez - Cerrito de Jerez - Parques La Noria                              | Esperanza de Jerez                    |
| A-19                | Lomas de Los Naranjos       | Saltillo - Deportiva II - Deportiva I                                                 | Terminal San Jerónimo                 |
| A-21                | Jardines de La Presa        | Miguel Hidalgo                                                                        | Terminal San Jerónimo                 |
| A-24                | Los Naranjos                | Valle de San Bernardo - Brisas del Vergel - Cañada de Alfaro                          | Terminal Maravillas                   |
| A-24 Ramal          | Cañada de Los Naranjos      | Lomas de Los Naranjos - Brisas del Vergel - Cañada de Alfaro                          | Terminal Maravillas                   |
| A-25                | La Esperanza de Alfaro      | Alfaro - Lagos de Medina - Maravillas                                                 | Terminal Maravillas                   |
| A-25 Ramal          | Lomas Punta del Este        | La Esperanza de Alfaro - Alfaro - Cañada de Alfaro                                    | Terminal Maravillas                   |
| A-26                | La Esperanza de Alfaro      | Alfaro - Lomas de Medina - Valle de San Bernardo - Nueva Santa Rosa                   | Terminal San Jerónimo                 |
| A-26 Ramal          | La Esperanza de Alfaro      | Alfaro - Lomas de Medina - Jardines de los Naranjos - Nueva Santa Rosa                | Terminal San Jerónimo                 |
| A-27                | Ampliación Medina           | Medina - Cañada de Alfaro                                                             | Terminal Maravillas                   |
| A-28                | Refugio de San José         | Terminal Madre Tierra - Campestre de Jerez - Delta                                    | Terminal Delta                        |
| A-31                | Terminal San Juan Bosco     | San Juan Bosco - La Ermita - Colinas de la Fragua Plus                                | Paseos de la Fragua                   |
| A-32                | Terminal San Juan Bosco     | Aristóteles - Centro Familiar La Soledad - Joyas de Castilla Plus III                 | Joyas de Castilla Plus                |
| A-35                | Terminal Delta              | Industrial Delta - Valle del Real - Atotonilco - Jardines del Río                     | Hacienda San José                     |
| A-39                | Laureles de la Selva        | San Pablo - Valle de Señora - Micro Estación Ibarrilla - Valle de León                | Terminal San Jerónimo                 |
| A-40                | Jardines de La Presa        | Valle Hermoso - Ribera de la Presa - Plaza Mayor - Jardines del Moral                 | Terminal San Jerónimo                 |
| A-42                | Adquirientes de Ibarrilla   | Lomas de Ibarrilla - Zoológico - Micro Estación Ibarrilla - Miguel Hidalgo            | Terminal San Jerónimo                 |
| A-42 Ramal          | Lomas de Echeveste          | Micro Estación Ibarrilla - Miguel Hidalgo                                             | Terminal San Jerónimo                 |
| A-43                | Adquirientes de Ibarrilla   | Nuevo León - Granjas de Echeveste - Ciudad Aurora                                     | Terminal Portales de la Arboleda      |
| A-44                | Terminal Delta              | San José El Alto - Tajo a Santa Ana                                                   | Jardines del Río                      |
| A-45 Ote            | Terminal Delta              | Olímpica - Villas de San Juan                                                         | Villas de Nuestra Señora de La Luz II |
| A-45 Pte            | Micro Estación Santa Rita   | Santa Rita de los Naranjos - Lomas de la Piscina - Los Olivos                         | Centro                                |
| A-46 C1             | Terminal Delta              | Real Delta - Delta 2000 - Valle del Real                                              | Terminal Delta                        |
| A-46 C2             | Terminal Delta              | Valle del Real - Delta 2000 - Real Delta                                              | Terminal Delta                        |
| A-47                | Terminal Maravillas         | Deportiva II - Hilario Medina - El Cortijo - El Coecillo                              | Centro                                |
| A-48                | Terminal Delta              | Olímpica - Villas de San Juan                                                         | Jardines de San Juan III              |
| A-50                | Terminal Delta              | Aeropuerto - Campestre El Trébol - El Dorado - Villas de San Juan                     | Parques de San Juan                   |
| A-53                | Micro Estación Santa Rita   | Torres Landa - Villas de la Gloria - El Recuerdo                                      | Periodistas Mexicanos                 |
| A-53 Ramal          | Micro Estación Santa Rita   | Torres Landa - La Reserva - Cortijos de la Gloria                                     | La Venta                              |
| A-55                | Terminal Timoteo Lozano     | Industrial La Pompa - Cementos                                                        | Santa María de Cementos               |
| A-56 Nte            | Terminal San Jerónimo       | López Mateos - Unidad Obrera                                                          | Terminal Portales de la Arboleda      |
| A-59                | Terminal Delta              | Industrial La Capilla - Pedregal del Carmen - El Potrero                              | Villas de San Nicolás II              |
| A-60                | Terminal San Juan Bosco     | Aristóteles - Camino a San Juan - Rizos del Saucillo                                  | Rizos del Saucillo III                |
| A-60 Ramal          | Terminal San Juan Bosco     | Aristóteles - La Fragua                                                               | Cañada del Real                       |
| A-61                | Convive                     | Colinas de La Hacienda - Balcones de la Joya - Aristóteles                            | Terminal San Juan Bosco               |
| A-61 Ramal          | Barranca de Venaderos       | Convive - Balcones de la Joya - Aristóteles                                           | Terminal San Juan Bosco               |
| A-62                | Terminal San Jerónimo       | Juan Alonso de Torres - Plaza Mayor - Villas del Campestre                            | Cumbres del Campestre                 |
| A-65                | La Ermita                   | Mineral de La Joya - Observatorio II - El Paraíso - El Faro                           | Terminal San Juan Bosco               |
| A-65 Ramal          | La Ermita                   | Ejido La Joya - Cerrito Amarillo - El Faro                                            | Terminal San Juan Bosco               |
| A-66                | Terminal Delta              | Delta - Real Delta - Diez de Mayo                                                     | Hacienda San José                     |
| A-68                | Jardines de La Presa        | Valle Hermoso - Río de Los Castillos - Ribera de La Presa                             | Terminal Portales de la Arboleda      |
| A-69                | Jardines de La Presa        | Río de Los Castillos - Ribera de la Presa - Terminal Portales - San Jerónimo II       | Terminal San Jerónimo                 |
| A-71                | Terminal Delta              | Industrial Delta - Valle Dorado                                                       | Camelinas                             |
| A-72                | Terminal Delta              | Aeropuerto - Universidad Tecnológica de León                                          | San Carlos La Roncha                  |
| A-74                | Las Lamas                   | Villas de San Juan - Brisas de San Francisco - Olímpica                               | Terminal Delta                        |
| A-74 Ramal          | Las Lamas                   | Brisas del Pedregal - Ampliación San Francisco - Olímpica                             | Terminal Delta                        |
| A-75                | Terminal San Juan Bosco     | El Yacimiento - Paseos de La Cima - Convive - Balcones de La Joya                     | Rizos del Saucillo                    |
| A-76                | Terminal San Jerónimo       | Plaza Mayor - Balcones del Campestre - Camino a La Patiña                             | El Travesaño                          |
| A-76 Ramal          | Terminal San Jerónimo       | Plaza Mayor - Balcones del Campestre - Camino a La Patiña                             | Hacienda de Arriba                    |
| A-77                | Santa Rosa Plan de Ayala    | Parque Industrial Ecológico de León - Los Pinos                                       | Terminal Timoteo Lozano               |
| A-78                | Terminal Timoteo Lozano     | Río Escondido - Parque Industrial - San Pedro del Monte                               | San Isidro de las Colonias            |
| A-79                | Terminal San Juan Bosco     | Carretera a Lagos de Moreno                                                           | Lagunillas                            |
| A-80                | Cristo Rey                  | Villas de San Nicolás - La Tinaja - Brisas del Carmen - Paseos del Molino             | Terminal Delta                        |
| A-81                | Loma Dorada                 | Montañas del Sol - C.F. La Soledad - Aristóteles                                      | Terminal San Juan Bosco               |
| A-81 Ramal          | Torres Doradas              | Montañas del Sol - C.F. La Soledad - Aristóteles                                      | Terminal San Juan Bosco               |
| A-82                | Terminal San Juan Bosco     | Carretera a Lagos de Moreno - Paseos de Las Torres                                    | Urbi Villa del Roble                  |
| A-83                | Micro Estación Madre Tierra | Atotonilco - Delta 2000 - Lomas de Jerez -Jardines de Santa Julia - Jardines de Jerez | Paradero Deportiva                    |
| A-85                | Las Tiritas IV              | Valle Hermoso - Hermenegildo Bustos - San Jerónimo II                                 | Terminal San Jerónimo                 |
| A-85 Ramal          | Las Tiritas IV              | Alameda de la Presa - Valle Hermoso - Hermenegildo Bustos - San Jerónimo II           | Terminal San Jerónimo                 |
| A-86                | Las Hilamas                 | Las Hilamas - León II - Las Mandarinas - Micro Estación Santa Rita - Timoteo Lozano   | Terminal Timoteo Lozano               |
| A-87                | Terminal Timoteo Lozano     | Ciudad Industrial - Ampliación Providencia                                            | San Vicente                           |
| A-88                | Terminal San Juan Bosco     | Paseo de los Insurgentes                                                              | Los Laureles                          |
| A-89                | Terminal Delta              | Olímpica - Lucero de San Nicolás - Villas de San Nicolás                              | Fuentes del Valle                     |
| A-90                | Terminal Delta              | Olímpica/San Francisco - Villas de San Juan                                           | Parques de San Juan                   |
| A-91                | Terminal San Juan Bosco     | La Ermita - Lomas del Mirador                                                         | Paseos del Country                    |
| A-92                | Terminal San Juan Bosco     | Carretera a Lagos de Moreno                                                           | Brisas del Campestre                  |
| A-93                | Terminal Delta              | Aeropuerto - Campestre El Trébol - Valle de San Carlos/Valle de Las Flores            | Marbella                              |
| A-94                | Terminal Maravillas         | Villas de San Nicolás - Hacienda los Otates - Villas de Ntra Sra de la Luz            | Parques de San Juan                   |
| A-95                | Terminal San Juan Bosco     | Aristóteles - Sinarquistas - Vista Esmeralda                                          | Real de La Joya                       |
| A-96                | Terminal Delta              | Aeropuerto - Universidad Tecnológica de León - Jardines de Versalles                  | Los Héroes León                       |
| A-96 Ramal          | Terminal Delta              | Aeropuerto - Universidad Tecnológica de León                                          | Hospital General de León              |
| A-97                | Terminal Delta              | Aeropuerto - San José del Clavel - Nueva San Carlos                                   | El Mayorazgo                          |
| A-98                | Terminal Timoteo Lozano     | San José Cementos - María Dolores - Jardines de Jerez                                 | Paradero Deportiva                    |
| A-99                | Loma Dorada                 | C.F. La Soledad - Vista Esmeralda - Universidad La Salle - Campestre                  | Terminal San Jerónimo                 |
| A-104               | La Laborcita                | San Juan de Otates - La Luz - Pedregal del Carmen                                     | Terminal Delta                        |

### Rutas Auxiliares

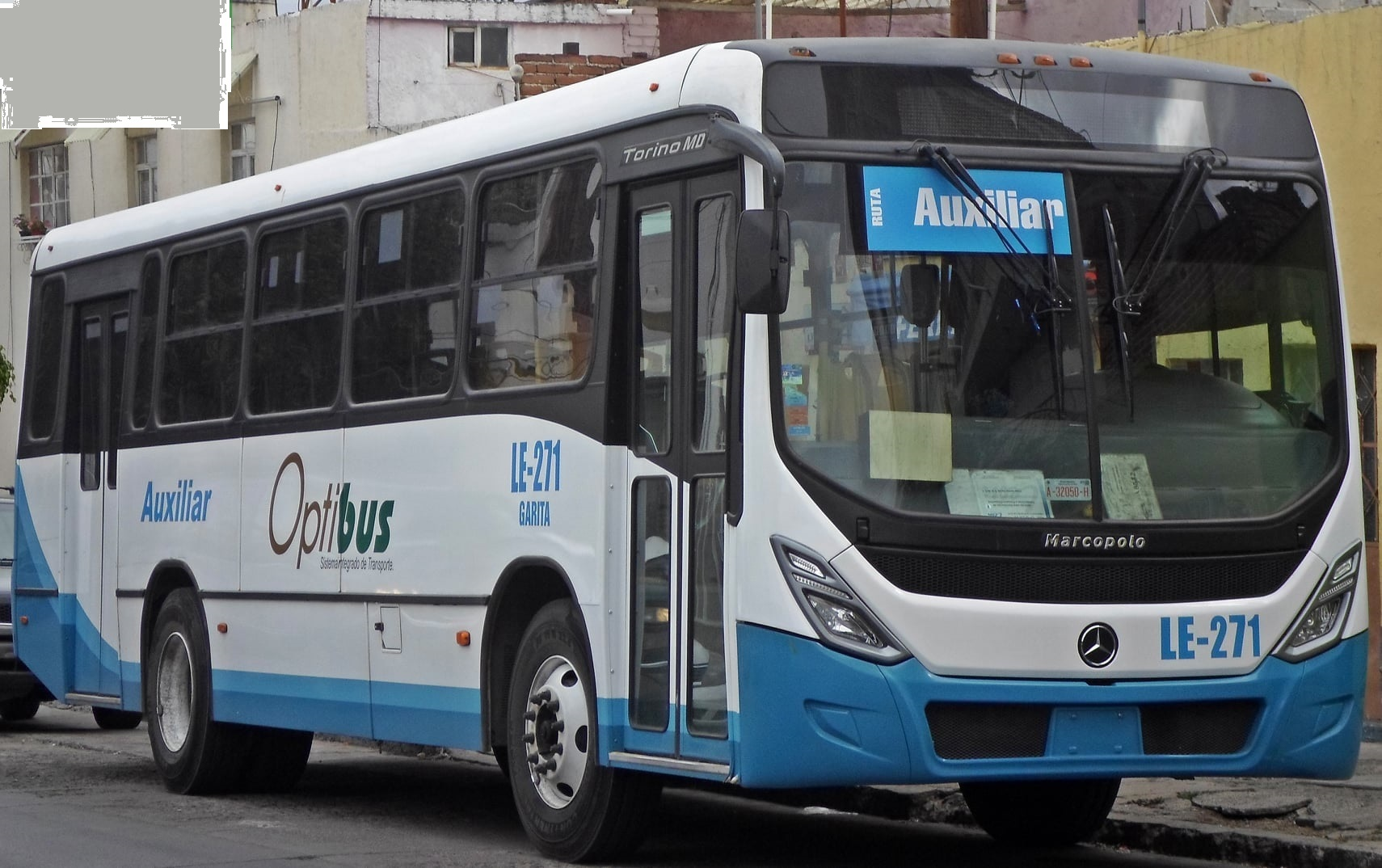
Ruta Auxiliar

Como su nombre lo indica, son rutas de camión urbano que auxilian a los usuarios a llegar a determinada estación de transferencia en un recorrido distinto a las troncales y más lejano a las Rutas Alimentadoras. Son identificadas por la letra X seguido de un número (Auxiliar/azul).
| Rutas Auxiliares         |                                  | |                                  |
| Ruta                     | Origen                           | Recorrido | Destino                          |
| X-01 Pte.                | Terminal San Juan Bosco          | Juan Alonso de Torres - Mariano Escobedo - Cervantes Saavedra | Micro Estación Santa Rita        |
| X-01 Sur                 | Micro Estación Santa Rita        | Torres Landa - Juárez - Timoteo Lozano | Terminal Timoteo Lozano          |
| X-02                     | Jardines de La Presa             | Miguel Hidalgo - José Ma. Morelos - Aeropuerto | Terminal Delta                   |
| X-03                     | Terminal Delta                   | José Ma. Morelos - Terminal Maravillas - Micro Estación Ibarrilla | Terminal Portales de la Arboleda |
| X-04                     | Terminal Delta                   | Delta - Vicente Valtierra - Insurgentes - Juan Alonso de Torres | Terminal San Juan Bosco          |
| X-05                     | Terminal Maravillas              | Sion - El Coecillo - Centro - Juárez - Jardines de San Sebastián | Micro Estación Santa Rita        |
| X-07                     | Terminal Timoteo Lozano          | Hnos. Aldama - Centro - San Agustín - Popular Anaya - Antonio Madrazo - Valle de Señora - Ibarrilla                                                                     | Lomas de Echeveste               |
| X-09                     | Latinoamericana                  | Hnos. Aldama - Terminal Timoteo Lozano - San Miguel - Centro - Peñitas                                                                                                  | Terminal San Jerónimo            |
| X-09 Ramal               | San Isidro de las Colonias       | Hnos. Aldama - Terminal Timoteo Lozano - San Miguel - Centro - Peñitas                                                                                                  | Terminal San Jerónimo            |
| X-10                     | Las Hilamas                      | Mariano Escobedo - Miguel Alemán | Centro                           |
| X-11                     | Terminal San Juan Bosco          | San Juan Bosco - Insurgentes - Jardines del Moral - Campestre | Terminal San Jerónimo            |
| X-13                     | Terminal Portales de la Arboleda | José Ma. Morelos - Manuel J. Clouthier - Juan Alonso de Torres | Terminal San Juan Bosco          |
| X-14 C1 (Circunvalación) | Terminal San Jerónimo            | Peñitas - Industrial - Arbide - Guadalupe - San Miguel - Terminal Timoteo Lozano - San Nicolás - Fco. Villa - El Coecillo - Las Trojes - Hidalgo                        | Terminal San Jerónimo            |
| X-14 C2 (Circunvalación) | Terminal San Jerónimo            | San Agustín - Las Trojes - El Coecillo - Fco. Villa - San Nicolás - Terminal Timoteo Lozano - San Miguel - Guadalupe - Loma Bonita - Peñitas                            | Terminal San Jerónimo            |
| X-15                     | San Pablo                        | Presitas - C.H. Coecillo - Hilario Medina - Centro - La Merced | Micro Estación Santa Rita        |
| X-36                     | Lomas de las Hilamas             | Mariano Escobedo - Aeropuerto | Terminal Delta                   |
| X-48                     | Terminal Delta                   | López Mateos - Industrial Julián de Obregón - La Luz - Killian - Hilario Medina - Téllez Cruces - Antonio Madrazo - Congreso de Chilpancingo                            | Terminal San Jerónimo            |
| X-58 C1 (Circuito)       | Terminal San Jerónimo            | Juan Alonso de Torres - Cervantes Saavedra - Micro Estación Santa Rita - Torres Landa - Terminal Delta - López Mateos - Vértiz Campero - Vicente Valtierra - Las Trojes | Terminal San Jerónimo            |
| X-58 C2 (Circuito)       | Terminal San Jerónimo            | Las Trojes - Vicente Valtierra - Vértiz Campero - López Mateos - Terminal Delta - Torres Landa - Micro Estación Santa Rita - Cervantes Saavedra - Juan Alonso de Torres | Terminal San Jerónimo            |
| X-62                     | Terminal San Jerónimo            | Juan Alonso de Torres - Terminal Maravillas - Vértiz Campero - José Ma. Morelos                                                                                         | Terminal Delta                   |
| X-72                     | Terminal Delta                   | Delta - Olímpica - José Ma. Morelos - Industrial Julián de Obregón - Jardines de Jerez - González Bocanegra - Guty Cárdenas - Río Mayo - Hnos. Aldama                   | Terminal Timoteo Lozano          |
| X-73                     | Terminal Delta                   | Delta - Parque La Noria - Paseo de Jerez - San Pedro - Timoteo Lozano                                                                                                   | Terminal Timoteo Lozano          |
| X-74                     | Terminal San Jerónimo            | Juan Alonso de Torres - Terminal Maravillas - Delta | Terminal Delta                   |
| X-84                     | Terminal Delta                   | López Mateos - Industrial Julián de Obregón - La Luz - Killian - Hilario Medina - Valle de Señora - Micro Estación Ibarrilla                                            | Terminal Portales de la Arboleda |

### Rutas Convencionales

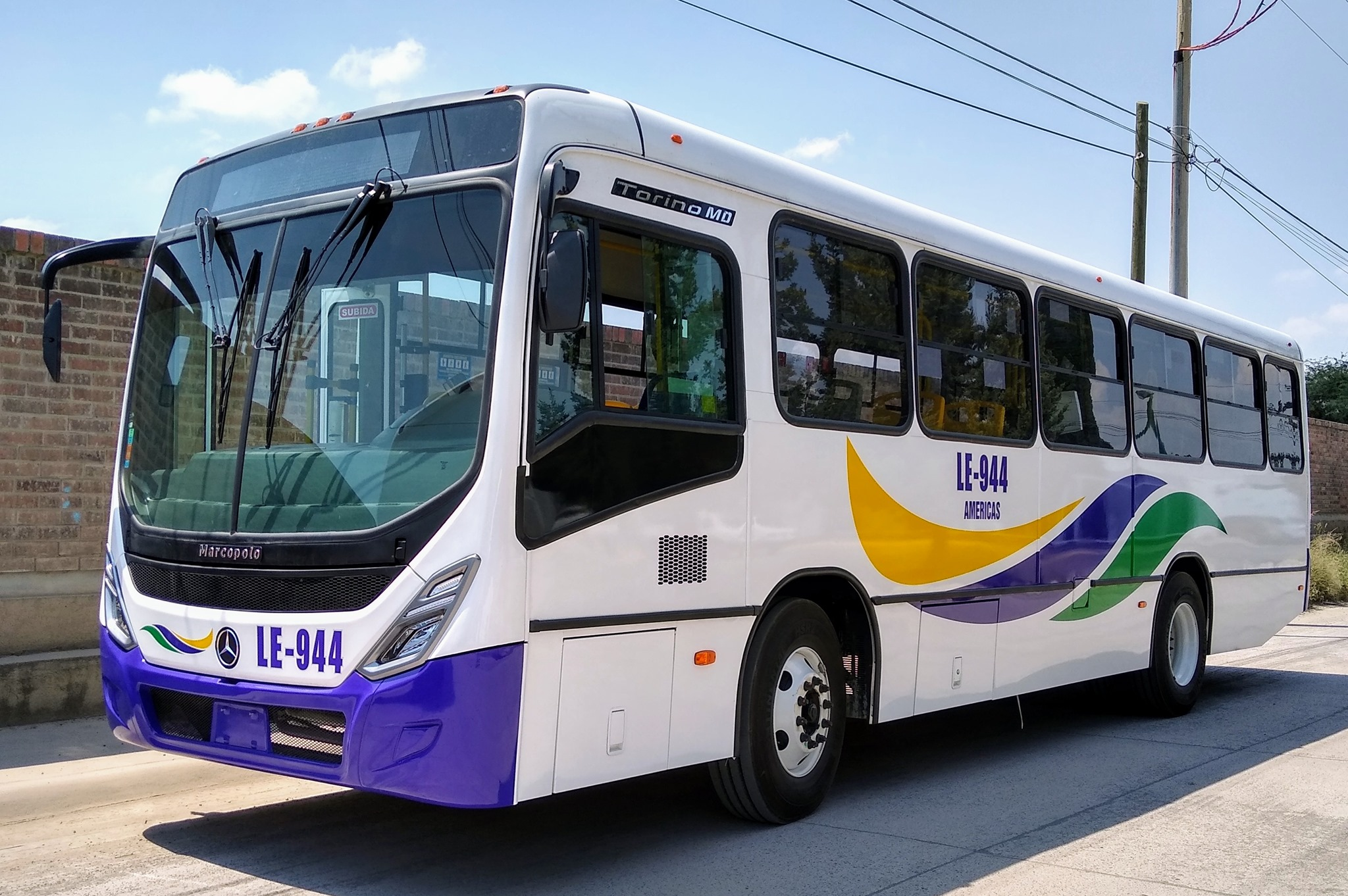
Ruta Convencional Línea Américas

Estas rutas no han sido integradas al SIT actualmente, sin embargo algunas de ellas proveen rutas similares a las integradas, inclusive con el mismo número identificador. Son identificadas por la letra R (Ruta/remanente) y por el emblema de la "olas" mostrando en la ola central y la defensa el color de la respectiva línea .

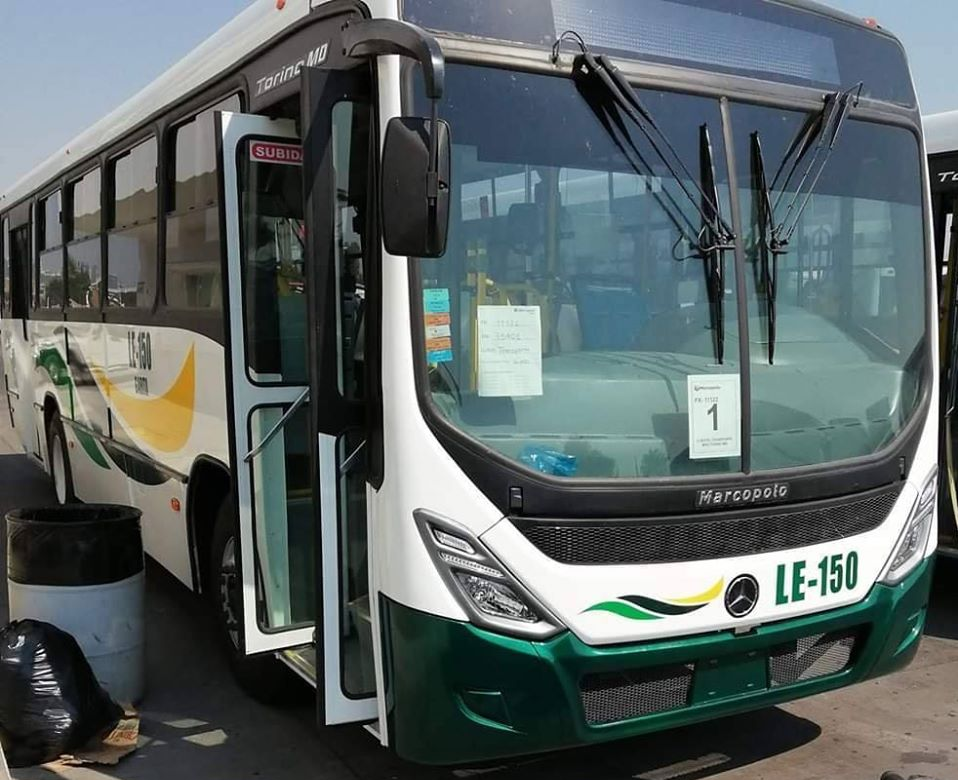
Ruta Convencional Línea Garita

| Rutas Convencionales |                                    | |                       |
| Ruta                 | Origen                             | Recorrido | Destino               |
| R-02                 | Adquirientes de Ibarrilla          | San Javier - Granjas de Echeveste - Valle de León - Hidalgo - San Agustín                                                                          | Centro                |
| R-04                 | Villas de León                     | El Granjeno Plus - Parques del Sur - Santa María del Granjeno - Oriental - El Coecillo - Centro - Industrial - Piletas - San Juan Bosco            | Piletas IV            |
| R-06                 | Hacienda de Guadalupe              | Alfaro - IMSS T-58 - San Pedro de Los Hernández - Parque Manzanares                                                                                | Centro                |
| R-08                 | Santo Domingo                      | Las Arboledas - San Nicolás - Centro - Industrial - Lomas de La Trinidad                                                                           | Linda Vista           |
| R-12                 | Hacienda de Guadalupe              | Medina - Valle de San Bernardo - Prado Hermoso - Deportiva II - Presidentes de México - Linares - El Coecillo                                      | Centro                |
| R-14                 | Parques La Noria                   | El Granjeno Plus - San José de Cementos - Santa María del Granjeno - Barrio de Guadalupe - El Coecillo - Centro - Industrial - Jardines del Moral  | Plaza Mayor           |
| R-16                 | Imperio Azteca                     | Paseos de Miravalle - Misión Santa Fe - Lomas de Vista Hermosa - Chapalita - Bellavista - Centro - Mariano Escobedo - Industrial Julián de Obregón | Jardines de San Pedro |
| R-17                 | Lomas de Las Hilamas               | León II - Cd. Satélite - Lomas Vista Hermosa - Granada - Los Paraísos                                                                              | Peñitas               |
| R-18                 | Cristo Rey                         | Villas de San Nicolás - El Potrero - Vicente Valtierra - San Pedro Plus - Los Ángeles - El Coecillo                                                | Centro                |
| R-19                 | Laureles de la Selva               | Ermita de Ibarrilla - Presitas - C.H. Coecillo - Antonio Madrazo - Centro - San Miguel Infonavit                                                   | La Escondida          |
| R-19 Ramal           | Ojo de Agua de los Reyes           | Rivera del Carmen - Ermita de Ibarrilla - Presitas - C.H. Coecillo - Antonio Madrazo - Centro - San Miguel Infonavit                               | La Escondida          |
| R-20                 | Refugio de San José                | Diez de Mayo - Valle de Jerez - Cerrito de Jerez - Azteca - Mariano Escobedo                                                                       | Centro                |
| R-24                 | Los Naranjos                       | Valle de San Bernardo - León I - San Felipe de Jesús - El Coecillo                                                                                 | Centro                |
| R-26                 | La Esperanza de Alfaro             | Alfaro - Medina - Valle de San Bernardo - Hilario Medina - El Coecillo                                                                             | Centro                |
| R-28                 | Refugio de San José                | Diez de Mayo - Micro Estación Madre Tierra - Valle de San José - Parques del Sur - Santa María del Granjeno - San Nicolás                          | Centro                |
| R-28 Ramal           | San Juan de Abajo                  | Micro Estación Madre Tierra - Valle de San José - Parques del Sur - Santa María del Granjeno - San Nicolás                                         | Centro                |
| R-29                 | Las Hilamas                        | Cd. Satélite - San Marcos - Los Olivos - Guadalupe                                                                                                 | Centro                |
| R-34                 | Valle de San Pedro de la Joya      | Piletas - España - Industrial - Bellavista | Centro                |
| R-37                 | Cristo Rey                         | Fuentes del Valle - Villas de San Juan - Valle de La Luz - Agua Azul - La Luz - San Felipe de Jesús - El Cortijo - Hidalgo                         | Centro                |
| R-52                 | Parques La Noria                   | El Granjeno Plus - San Isidro - Bocanegra - San Nicolás                                                                                            | Centro                |
| R-53                 | Periodistas Mexicanos              | Cumbres de La Gloria - Torres Landa - Los Fresnos                                                                                                  | Centro                |
| R-54                 | Lomas del Campestre                | El Duraznal - Malecón del Río | Prados Verdes         |
| R-59                 | Cristo Rey                         | Villas de San Nicolás - El Potrero - La Luz - El Coecillo                                                                                          | Centro                |
| R-68                 | Jardines de La Presa               | Miguel Hidalgo - Granjas de Echeveste - José María Morelos                                                                                         | Plaza Mayor           |
| R-71                 | Las Camelinas                      | Valle de San Nicolás - Torremolinos - Jardines de Jerez - Santa María del Granjeno - San Nicolás                                                   | Centro                |
| R-74                 | Las Lamas                          | Villas de San Juan - Valle de La Luz - Industrial Brisas del Campo - La Luz - El Coecillo                                                          | Centro                |
| R-74 Ramal           | Villas de Nuestra Señora de la Luz | Jardines de San Juan - Villas de San Juan - Valle de La Luz - Industrial Brisas del Campo - La Luz - El Coecillo                                   | Centro                |
| R-77                 | Santa Rosa Plan de Ayala           | Camino a Santa Rosa - Los Pinos - Venustiano Carranza                                                                                              | Centro                |
| R-80                 | La Laborcita                       | La Luz - El Coecillo - San Juan de Dios | Centro                |
| R-80 Ramal           | Ladrilleras del Refugio            | La Luz - El Coecillo - San Juan de Dios | Centro                |
| R-83                 | Brisas del Campestre               | San Juan Bosco - Vibar - Mariano Escobedo | Centro                |
| R-84                 | Loma Dorada                        | Centro Familiar La Soledad - Convive - Mariano Escobedo                                                                                            | Centro                |
| R-85                 | Los Castillos                      | La Pradera - El Molino | Porta Fontana         |
| R-87                 | Parques de San Juan                | Villas de San Juan - Paseos del Molino - La Luz - San Pedro de Los Hernández - Las Trojes - Hidalgo                                                | Centro                |

### Transporte Urbano Incluyente
Con el Servicio de Transporte Urbano Incluyente (TÜI), las personas que presentan algún tipo de discapacidad se trasladan a través de vehículos adaptados y de manera gratuita a una gran variedad de espacios educativos de salud, empleo y recreativos en toda la ciudad. Con (TÜI) pueden llegar desde sus colonias hasta las 5 terminales de transferencia más cercanas para integrarse al SIT Optibus.
| Transporte Urbano Incluyente |                         | |                           |
| Ruta                         | Origen                  | Recorrido                                                                                               | Destino                   |
| RI-01                        | Terminal San Jerónimo   | Valle de León - Hermenegildo Bustos - Miguel Hidalgo                                                    | Jardines de La Presa      |
| RI-02                        | Terminal San Jerónimo   | Jardines del Moral - Plaza Mayor - Parque Metropolitano - Ribera de La Presa                            | Granjas de Echeveste      |
| RI-03                        | Terminal San Juan Bosco | Plaza Las Hilamas - León II                                                                             | Las Hilamas               |
| RI-04                        | Terminal San Juan Bosco | Aristóteles - Plaza de la Ciudadanía Efraín Huerta - Joyas de Castilla Plus - Hospital de Las Joyas     | Loma Dorada               |
| RI-05 C1                     | Terminal San Juan Bosco | La Ermita - Vista Esmeralda - Balcones de La Joya - COMUDE Tota Carbajal - Hospital Materno Infantil    | Terminal San Juan Bosco   |
| RI-05 C2                     | Terminal San Juan Bosco | Hospital Materno - COMUDE Tota Carbajal - Balcones de La Joya - Vista Esmeralda - La Ermita             | Terminal San Juan Bosco   |
| RI-06                        | Terminal San Juan Bosco | Cervantes Saavedra - IMSS T-56 - Plaza Satélite                                                         | Micro Estación Santa Rita |
| RI-07                        | Terminal Timoteo Lozano | Carretera a Cuerámaro - Central de Abastos - Juzgados Civiles - Ciudad Industrial                       | U.N.A.M.                  |
| RI-10 C1                     | Terminal Delta          | Delta - Valle de San José - Hacienda de San José - Parques La Noria - Plaza Río Mayo - Cerrito de Jerez | Terminal Delta            |
| RI-10 C2                     | Terminal Delta          | Cerrito de Jerez - Plaza Río Mayo - Parques La Noria - Hacienda de San José - Diez de Mayo - Delta      | Terminal Delta            |
| RI-11                        | Terminal Delta          | Olímpica - Constelaciones de San Juan                                                                   | Villas de San Juan II     |
| RI-12                        | Terminal Delta          | Paseos del Molino - Brisas del Carmen - Hospital Pediátrico - IMSS T-58                                 | Terminal Maravillas       |
| RI-13                        | Terminal Maravillas     | Francisco Villa - Lomas de Medina                                                                       | Alfaro                    |
| RI-14                        | Terminal Maravillas     | CODE León I - Plaza Galerías Las Torres - Hilario Medina                                                | Lomas de La Selva         |
| RI-15                        | Terminal Delta          | Aeropuerto - Outlets - Centro Comercial Vía Alta - Universidad Tecnológica - Hospital Regional          | Hospital General          |

### Rutas Suburbanas
| Rutas Suburbanas |                         |                                                                                                |                        |
| Ruta             | Origen                  | Recorrido                                                                                      | Destino                |
| R-100            | Las Coloradas           | Duarte - Loza de Los Padres - Aeropuerto - Outlets - López Mateos - Explora - Mariano Escobedo | Terminal Metropolitana |
| R-101            | Hacienda de Arriba      | Miguel Hidalgo - Jardines del Moral - Parque Hidalgo                                           | Terminal Metropolitana |
| R-102            | Santa Ana del Conde     | Tajo a Santa Ana - PILBA - Aeropuerto - Outlets - López Mateos- Explora - Mariano Escobedo     | Terminal Metropolitana |
| R- 102 Ramal     | Los Ramírez             | San Agustín Mirasol - PILBA - Aeropuerto - Outlets - López Mateos - Explora - Mariano Escobedo | Terminal Metropolitana |
| R-103            | La Arcina               | Tajo a Santa Ana - PILBA - Aeropuerto - Outlets - López Mateos - Explora - Mariano Escobedo    | Terminal Metropolitana |
| R-103 Ramal      | Granjas Económicas      | Aeropuerto - Outlets - López Mateos - Explora - Mariano Escobedo                               | Terminal Metropolitana |
| R-105            | San Antonio de Padua    | Hacienda de Arriba - Miguel Hidalgo - Jardines del Moral - Parque Hidalgo                      | Terminal Metropolitana |
| R-106            | Rancho de Santiago      | Carretera a San Felipe - Miguel Hidalgo - Jardines del Moral                                   | Peñitas                |
| R-107            | Bajío de Bolas Blancas  | San Agustín Mirasol - Los Ramírez - Carretera a Cuerámaro - Central de Abastos - Juárez        | Terminal Metropolitana |
| R-108            | San José de Los Sapos   | Estancia de Los Sapos - Carretera a Manuel Doblado - Santa Rosa Plan de Ayala - Juárez         | Terminal Metropolitana |
| R-109            | Ladrilleras del Refugio | Loza de Los Padres - Aeropuerto - Outlets - López Mateos - Explora - Mariano Escobedo          | Terminal Metropolitana |
| R-110            | Capellanía de Loera     | San José del Clavel - Aeropuerto - Outlets - López Mateos - Explora - Mariano Escobedo         | Terminal Metropolitana |
| R-110 Ramal      | Los López               | San José del Clavel - Aeropuerto - Outlets - López Mateos - Explora - Mariano Escobedo         | Terminal Metropolitana |
| R-111            | San Antonio de Padua    | Hacienda de Arriba - Carretera a Comanja - Parque Metropolitano - Jardines del Moral           | Terminal Metropolitana |
| R-112            | Rincón Verde            | El Capulín - El Huizache - Saucillo de Ávalos - Meza de Ibarrilla - Zoológico - Miguel Hidalgo | San Agustín            |
| R-113            | Barretos                | Nuevo Lindero - San Judas - Carretera a Cuerámaro - Central de Abastos - Juárez                | Terminal Metropolitana |

## Tarifas
El Sistema Integral de Transporte permite el uso de distintas modalidades de pago para poder hacer uso del sistema. 

### Efectivo
El pago en efectivo es de MXN $14.50. Los nuevos costos entraran en vigor en enero de 2025. (0.50 pesos subsidio municipal)

### PagoBús
Es el sistema de cobro con tarjeta inteligente, sin contacto, que facilita la movilización de los usuarios del transporte urbano en la ciudad de León, permitiéndoles el pago de la tarifa preferencial a ciertos grupos de personas y de la tarifa diferenciada. 

#### Tarjeta general
Es para el uso de todos los usuarios del transporte urbano y para obtenerla no se requiere cubrir ningún requisito: basta con acudir a cualquier punto de venta, taquillas del Sistema Integrado de Transporte Optibus o cualquiera de las 6 sucursales PagoBús y adquirirla por MXN $25.00. Con ella se pueden pagar todos los pasajes que se quieran con una misma tarjeta; es decir, si usted va acompañado por 5, 10, 20 o más personas y posee el saldo suficiente, con una sola tarjeta puede pagar el pasaje de todos sus acompañantes. Los beneficios que obtiene al usarla es que paga menos, puede programar su gasto, accede de manera más fácil al autobús o a la estación de transferencia, evita hacer filas para pagar y no corre el riesgo de traer efectivo. El costo del pasaje con esta tarjeta es de MXN $11.00. Este costo entró en vigor el 13 de julio de 2019.

#### Tarjeta preferencial
Con esta tarjeta se tiene oportunidad de pagar con descuento. Es personalizada, sólo el titular de la tarjeta puede hacer uso de la misma, no es transferible y debe cubrir con ciertos requisitos y trámites para obtenerla en cualquiera de las 6 sucursales PagoBús que hay en la ciudad. Estudiantes inscritos en escuelas adscritas dentro del Sistema Escolar Nacional y localizadas en el municipio, menores de 12 años y adultos mayores no en condiciones de pobreza pueden tramitar esta tarjeta. Funciona igual que las tarjetas generales, pero aplica una tarifa preferencial de MXN $5.20. Esta tarifa entró en vigor el 13 de julio de 2019.

#### Tarjeta Adultos Mayores
Adultos mayores en condiciones de pobreza e inscritos en el INAPAM pueden tramitar una tarjeta preferencial de este tipo la cual les dará acceso al sistema de manera gratuita.

## Operadores

### Operadoras de rutas troncales
— Red Optibus Norte
— Red Optibus Sur
— Red Optibus Oriente
— Red Optibus Poniente
— Red Integral Optibus

### Operadoras de rutas auxiliares, alimentadoras convencionales y express
— Línea Centro Estación
— Línea Centro Garita
— Línea Centro Coecillo
— Autobuses Urbanos en Circunvalación
— Línea Centro Bellavista
— Triángulos Dorados de León
— Transportes Urbanos los Ángeles
— Transportes Urbanos y Suburbanos la Joya
— Transportes Urbanos y Suburbanos San Juan Bosco
— Línea Centro Américas Deportiva
— Trans León 2000
— Autobuses Urbanos y Suburbanos de León
— Transportes Urbanos de León 2000
— Sociedad Integradora del Transporte Público General Francisco Villa
— La Catorceava
— Red del Sistema Integrado de Transporte (RED SIT)

## Unidades
- Modelo Volvo 7300 articulado
- Modelo Volvo 7600 articulado
- Modelo Mercedes Benz Gran viale articulado
- Modelo Mercedes Benz O-500 MA articulado
- Modelo Marcopolo MP-60 articulado express
- Modelo Dina Brighter Articulado
- Modelo Scania Neobus Articulado
- Modelo Mercedes Benz Torino Padrón de 12 Metros
- Modelo Scania Neobus Padrón de 15 Metros

## Reconocimientos
- Obtuvo la distinción por el incremento en la cobertura al satisfacer el 65 por ciento de la demanda de viajes diarios en transporte público en León, y el incremento en un 100 por ciento del número de viajes con un solo pago.
- La ceremonia de premiación se realizó en el marco del Transport Research Board (TRB) RTB.
- Otorgan al SIT-Optibús mención honorífica en el Sustainable Transport Award 2011 For Visionary Achievements In Sustainable Transportation And Urban Livability, en el 2011.